# Premier concile du Latran
Le premier concile du Latran (aussi appelé Latran I) est le IXe concile œcuménique de l'Église catholique. Une assemblée ecclésiastique fut réunie par le pape Calixte II à Rome, dans la basilique Saint-Jean de Latran du 18 mars au 11 avril 1123.

## Contexte historique
Depuis la période carolingienne la papauté est tenue dans une situation d'infériorité chronique. À partir de 962, les empereurs du Saint-Empire romain germanique contrôlent même l'élection des papes. Les laïcs accaparent les richesses de l'Église qui connaît une période de grand relâchement des mœurs.
Au XIe siècle, la réforme grégorienne  parvient  à soustraire la papauté et le clergé de l'influence des laïcs, empereur compris et à imposer une réforme des mœurs du clergé. Ce sont ces changements que le premier concile de Latran entérine. Considéré comme le neuvième concile œcuménique par l'Église catholique romaine, c'est le premier concile général tenu depuis le quatrième concile de Constantinople de 869. Il marque le triomphe de la papauté face aux empereurs du Saint-Empire romain germanique dans la querelle des investitures.

## La tenue du concile
Le premier concile de Latran se déroule du 18 mars 1123 au 11 avril de la même année, sur une convocation du pape Calixte II, à la basilique Saint-Jean de Latran. Il réunit entre 300 et 500 participants, des évêques et des abbés essentiellement. La première action du concile est  de lire et d'approuver les dispositions du concordat de Worms avant de les enregistrer dans les archives du Vatican. Le concile promulgue ensuite toute une série de décrets visant à renforcer la réforme grégorienne

## Décisions prises
Les sources décrivant ce concile sont rares. Nous savons seulement que le concile promulgue, outre :
- le canon ratifiant le concordat de Worms;
- 24 autres canons, relatifs à la condamnation de la simonie, au concubinage des clercs et à la mainmise indue des laïcs sur les biens et les fonctions ecclésiastiques;
- il proclame le maintien de la trêve de Dieu, instituée en 987;
- il octroie des indulgences aux croisés et menace d'excommunication les pillards attaquant les pèlerins se rendant à Rome;
- il précise les modalités de l'ordination des prêtres;
- le concile canonise également Conrad de Constance.
- le concile affirme que ce n'est pas à l'Archevêque de Pise de consacrer les évêques corses.

### Principaux canons
Selon Charles-Louis Richard, les principaux canons de ce concile sont : 
- 6. On déclare nulles toutes les ordinations faites par l'hérésiarque Bourdin, depuis sa condamnation par l'Église romaine, et celles qui ont été faites par les évêques qu'il a ordonnés en suite de son schisme.

- 8. On prononce anathème contre les usurpations des biens de l'Église romaine, nommément contre ceux qui s'empareront de la ville de Bénévent, ou la retiendront par violence.

- 11. L'Église romaine prend sous sa protection les familles et les biens de ceux qui vont à Jérusalem secourir les chrétiens contre les infidèles, leur accorde la rémission de leurs péchés, et ordonne sous peine d'excommunication à ceux qui après s'être croisés avaient quitté la croix, de la reprendre dans l'année.

- 14. Défense aux laïcs, sous peine d'anathème, d'enlever les offrandes des autels de Saint-Pierre, du Sauveur, de Sainte-Marie de la Rotonde et des autres églises ou des croix, et de fortifier les églises comme des châteaux, pour les réduire en servitude.

- 15. On séparera de la communion ou société des fidèles les fabricateurs de fausse monnaie, et ceux qui en débiteront.

- 16. Si quelqu'un ose prendre, dépouiller ou vexer par de nouveaux péages ceux qui vont à Rome ou à d'autres lieux de dévotion, il sera privé de la communion chrétienne, jusqu'à ce qu'il ait satisfait pour sa faute.

- 17. Défense aux abbés et aux moines de donner des pénitences publiques, de visiter les malades, de faire les onctions et de chanter des messes publiques. Ils recevront des évêques diocésains les saintes huiles, la consécration des autels et l'ordination des clercs.

- 18. Les curés seront établis par les évêques, auxquels ils rendront compte de leur conduite.

- 22. On déclare nulles les aliénations des biens de l'Église, de même que les ordinations faites par des évêques intrus, ou simoniaques, ou qui n'ont pas été élus canoniquement.

## Portée du Concile
Étant donné le faible nombre de mesures prises (25 canons au total), on pourrait considérer le premier concile du Latran comme peu important. Mais sa portée est ailleurs : une instance fondamentale pour la vie de l'Église a été remise en place après trois siècles d'interruption. Calixte II prend seul la décision de réunir le concile, alors que la tradition byzantine laissait sa réunion à l'initiative de l'empereur. Ce concile témoigne donc du renforcement du pouvoir pontifical.